# Îles Truk
 (mai 2022).
Si vous disposez d'ouvrages ou d'articles de référence ou si vous connaissez des sites web de qualité traitant du thème abordé ici, merci de compléter l'article en donnant les références utiles à sa vérifiabilité et en les liant à la section « Notes et références ».
Cet article possède un paronyme, voir Îles Turks.
Les îles Truk sont un groupe d'îles de Chuuk dans le Pacifique à environ 1 000 kilomètres au sud-est de Guam.

## Géographie
Les îles Truk sont entourées d'un récif corallien qui constitue le lagon de Truk.

### Principales îles
Voici la liste des îles, des villages et de la population à la suite du recensement de 2010 :
| Île              | Capitale   | Autres villages | Superficie (km2) | Population |
| ---------------- | ---------- | --- | ---------------- | ---------- |
| Îles Truk        |            | | 93.07            | 36158      |
| Faichuk          |            | | 41.8             | 11305      |
| Fanapanges       | Nepitiw    | Peniamwan, Wichuk, Seisein, Sapotiw                                                                                                   | 1.62             | 672        |
| Paata            | Sapaata    | Chukufefin, Nukaf, Epin, Pokochou, Etlemar, Onas Point                                                                                | 4.4              | 1107       |
| Polle            | Nepanonong | Chukaram, Neton, Malaio, Unikappi, Sapou, Miari, Neirenom                                                                             | 9.3              | 1496       |
| Ramanum          | Winisi     | Chorong, Nepor Point | 0.856            | 865        |
| Tol              | Foson      | Chukienu, Wichukuno, Wonip, Nechocho, Munien, Faro, Winifei, Foupo, Foup                                                              | 10.3             | 4579       |
| Udot             | Fanomo     | Tunuk, Wonip, Ounechen, Monowe, Chukisenuk, Mwanitiw, Penia                                                                           | 4.5              | 1680       |
| Onei             | Nambo      | Onnap, Fanato, Nepos, Peniata, Sapitiw, Anakun, Tolokas, Ras                                                                          | 10               | 638        |
| Namoneas du Nord | Weno       | Neiwe, Mwan, Nepukos, Iras, Mechitiw, Tunuk, Peniesene, Penia, Wichap                                                                 | 20.76            | 14620      |
| Fono             | Fanip      | Mesor | 0.342            | 388        |
| Piis             | Nukan      | Sapatiw | 0.32             | 360        |
| Weno             | Weno       | Neiwe, Mwan, Nepukos, Iras, Mechitiw, Tunuk, Peniesene, Penia, Wichap                                                                 | 19.1             | 13854      |
| Namoneas du Sud  |            | | 30.42            | 10233      |
| Fefan            | Messa      | Sapota, Aun, Sapore, Upwein, Fason, Wininis, Pieis, Ununo, Fongen, Onongoch, Feini, Mwen, Saporanong, Manukun, Meseiku, Kukuwu, Sopuo | 12.15            | 3471       |
| Tonowas          | Nemuanon   | Pwene, Chun, Nechap, Tonof, Pata, wonpiepi, Meseran, Fankachau, Sapou, Roro, Penior, Nukanap, Penienuk, Saponong, Supun, Nukan        | 8.94             | 3294       |
| Uman (en)        | Nepononong | Sapou, Nepon, Sapotiw, Sapota, Nesarau, Sanuk, Mochon, Nukan, Manukun                                                                 | 3.86             | 2540       |

### Climat
| Mois                              | jan. | fév. | mars | avril | mai | juin | jui. | août | sep. | oct. | nov. | déc. | année |
| --------------------------------- | ---- | ---- | ---- | ----- | --- | ---- | ---- | ---- | ---- | ---- | ---- | ---- | ----- |
| Température minimale moyenne (°C) | 25   | 25   | 25   | 25    | 25  | 24   | 24   | 24   | 24   | 24   | 25   | 24   | 24    |
| Température maximale moyenne (°C) | 30   | 30   | 30   | 31    | 31  | 31   | 31   | 31   | 31   | 31   | 30   | 31   | 31    |
| Précipitations (mm)               | 230  | 170  | 220  | 310   | 360 | 300  | 350  | 350  | 320  | 350  | 290  | 310  | 3 560 |

| Diagramme climatique                                  |         |         |         |         |         |         |         |         |         |         |         |
| J                                                     | F       | M       | A       | M       | J       | J       | A       | S       | O       | N       | D       |
| 3025230                                               | 3025170 | 3025220 | 3125310 | 3125360 | 3124300 | 3124350 | 3124350 | 3124320 | 3124350 | 3025290 | 3124310 |
| Moyennes : • Temp. maxi et mini °C • Précipitation mm |         |         |         |         |         |         |         |         |         |         |         |

## Histoire
Pendant la Seconde Guerre mondiale, une partie importante de la marine impériale japonaise était basée dans ce lagon, le centre administratif étant situé à Tonoas (sud de Weno). L'endroit était considéré comme la base japonaise la plus importante de toutes celles installées dans le Pacifique. Sur les diverses îles constituant l'archipel, le génie japonais avait construit un ensemble de routes, de bunkers et de petits aérodromes. Il y avait également une base de réparation de sous-marins et une station radar, et ces diverses installations étaient protégées par des défenses côtières et des mortiers. Dans le lagon, on pouvait voir des cuirassés, des porte-avions, des croiseurs, des destroyers, des tankers, des cargos, des navires de lutte anti-sous-marine et des sous-marins.
Après la prise des îles Marshall début février 1944, le 17 février 1944, l'opération Hailstone, exécutée par la marine des États-Unis, fut l'une des plus importantes batailles navales de la guerre dans le Pacifique, au résultat cependant amoindri par l'absence des unités les plus importantes de la marine impériale japonaise, à savoir la Flotte Combinée, qui avaient à ce moment-là quitté Truk et se trouvaient à Palaos. L'opération dura trois jours, deux croiseurs légers (Naka et Katori), trois croiseurs auxiliaires dont un de 20 000 tonnes et quelques destroyers furent coulés. Au total, 60 navires et 296 avions furent expédiés au fond du Lagon. En soi, cependant, l'essentiel n'était pas tant la perte de bâtiments secondaires pour la Marine Impériale mais la destruction de Truk en tant que base opérationnelle. Les combats aériens au-dessus de Truk (février et avril 1944) ne doivent pas être confondus avec le fameux « tir aux pigeons des Mariannes » (19 juin 1944) où près de 400 appareils nippons furent abattus (Bataille de la mer des Philippines). Entre quatre et cinq mille hommes périrent lors du raid américain.

## Économie et infrastructure
La plupart des routes et des systèmes de transport sont médiocres ou en mauvais état ; un vaste plan de réaménagement des infrastructures a été lancé. Il consiste en un projet en cinq phases visant à reconstruire complètement les systèmes existants d'égouts, d'eau et de drainage des eaux pluviales, ainsi qu'à couler des routes en béton de 250 mm dans la majorité des villages de Weno. L'appel d'offres final a été achevé à la fin de 2008 et la construction a commencé en juin 2009. L'achèvement de la phase 1, qui s'étend de l'aéroport international de Truk au village de Mwan en passant par le centre-ville et qui comprend les routes menant au centre financier, à l'hôpital, au centre gouvernemental et au site prévu du Collège de Micronésie, est prévu pour 2012. Les études de la phase 2, qui s'étend du village de Mwan à Wiichap, sont en cours.
Le coût d'un taxi varie entre un dollar (1 $) et deux dollars (2 $) selon la distance parcourue. Actuellement[Quand ?], un trajet de l'aéroport à la station balnéaire et au magasin de plongée de Blue Lagoon peut prendre jusqu'à 35 minutes, bien que la distance soit inférieure à 8 km. L'aéroport international de Chuuk (code IATA TKK) se trouve sur l'île administrative de Moen. Il est desservi par United Airlines, anciennement Continental Micronesia, connu localement sous le nom d'Air Mike.
Le gouvernement de l'État exploite une station de radio. La communication entre les îles est souvent assurée par une radio à bande publique. Les services téléphoniques sont limités à Chuuk, bien qu'un réseau cellulaire soit établi dans certaines îles du lagon et, dans un avenir proche, dans les îles extérieures. L'accès à l'Internet à haut débit par ADSL est disponible sur l'île de Moen depuis mai 2010, sur la base d'un abonnement mensuel.
Le tourisme, en particulier la plongée sous-marine parmi les nombreuses épaves du lagon de Truk, est la principale industrie de l'île. Les plongées à bord des navires sont parmi les moyens les plus populaires pour voir les centaines d'épaves situées dans les eaux peu profondes du lagon. Le coprah, viande de noix de coco séchée, est la seule culture de rente et la production est relativement insignifiante. La plupart des habitants des îles périphériques ne pratiquent qu'une activité de subsistance.

## Galerie

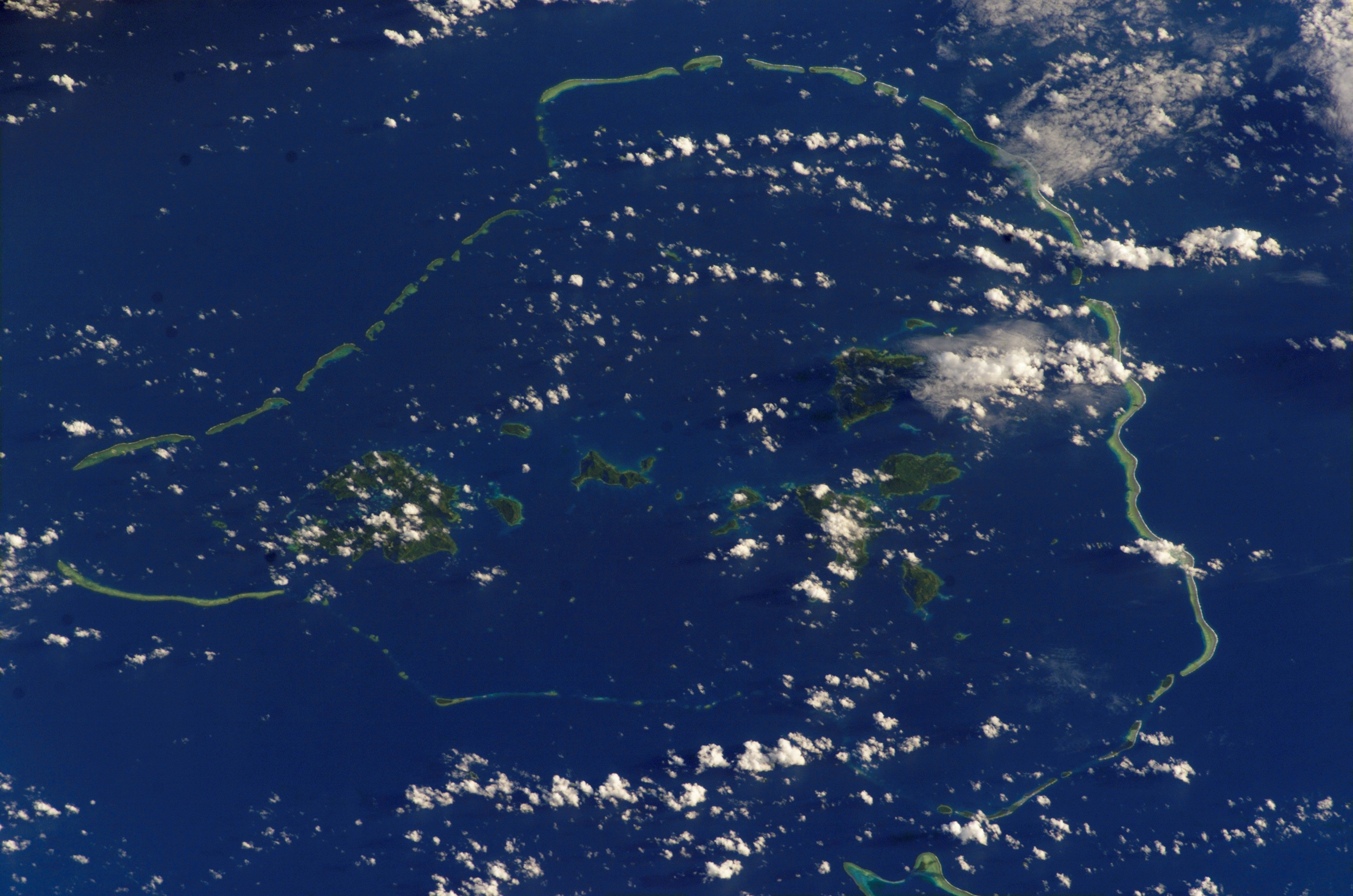
Le lagon de Truk vu depuis l'espace
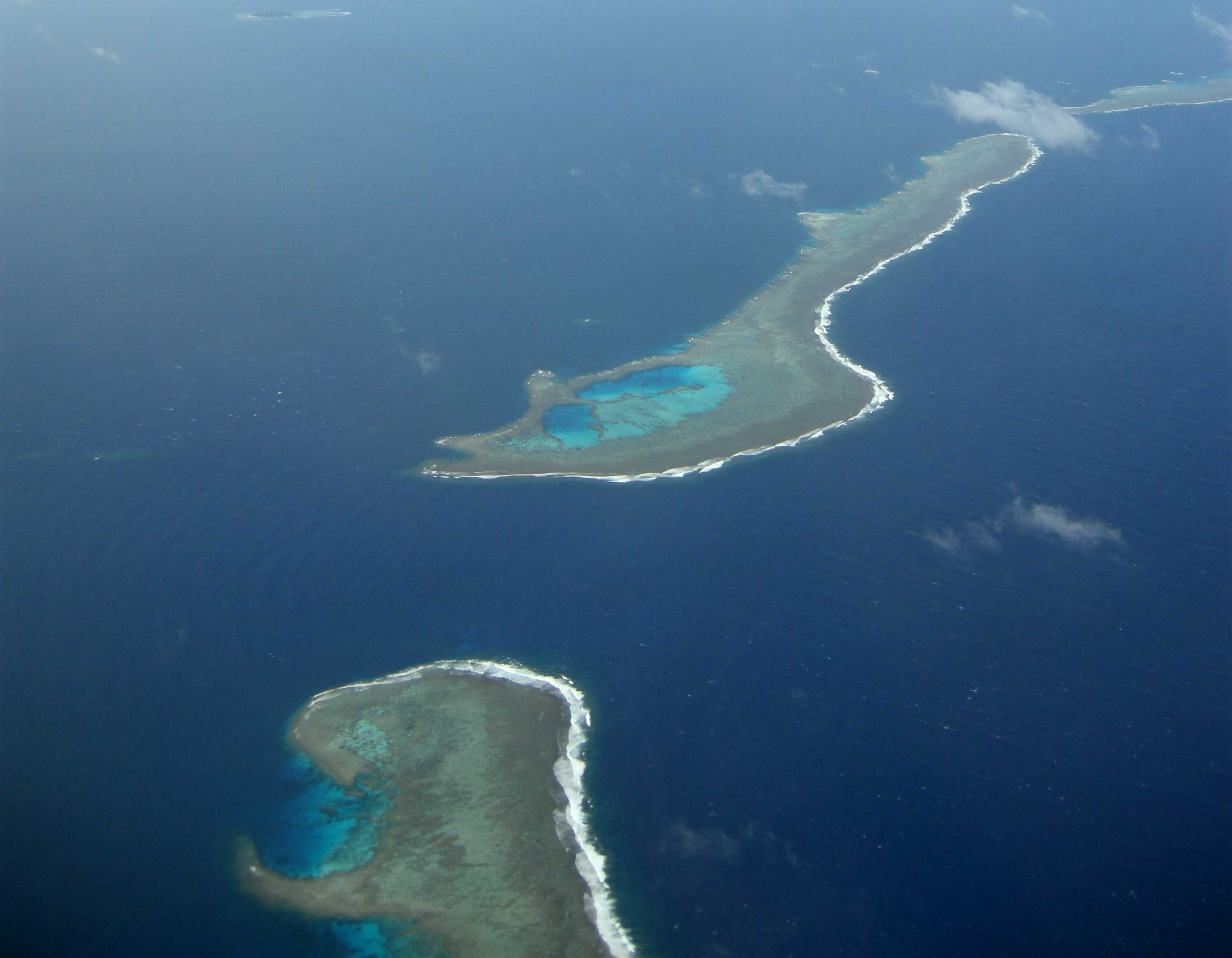
Vue aérienne de la frange ouest du lagon, avec la passe Mochun Fanananei
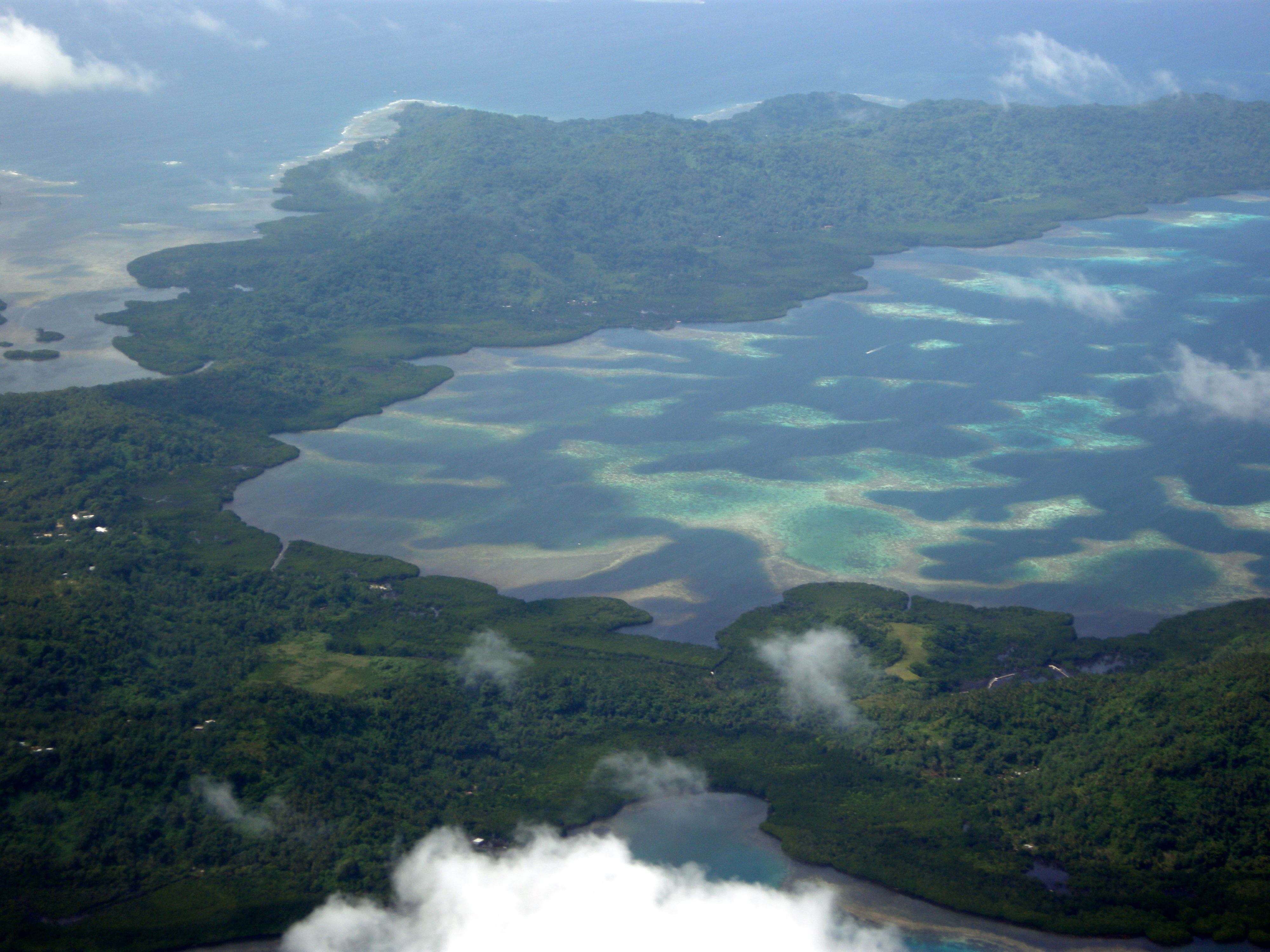
Vue aérienne des îles Faichuk, à l'ouest du lagon.
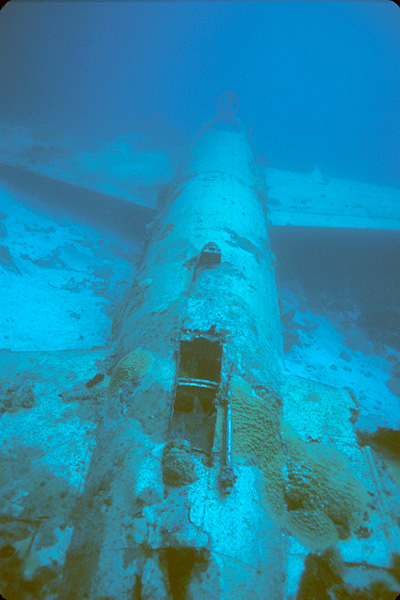
Bombardier Mitsubishi "Betty"
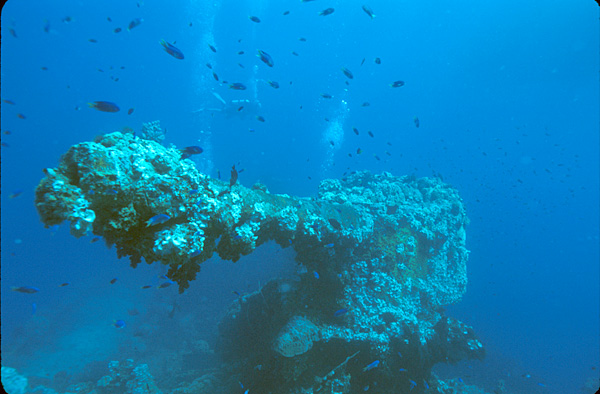
Canon de proue du Fujikawa Maru
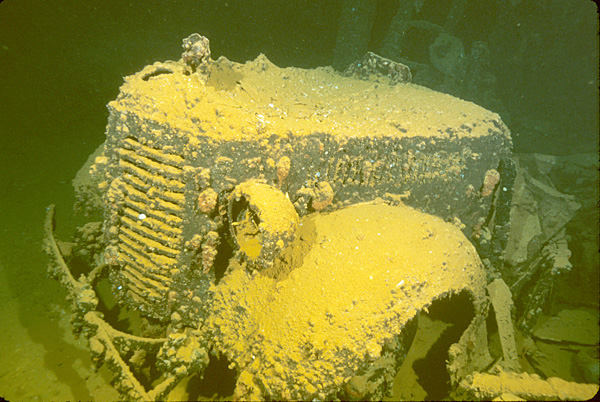
Camion dans la cale du Hoki Maru
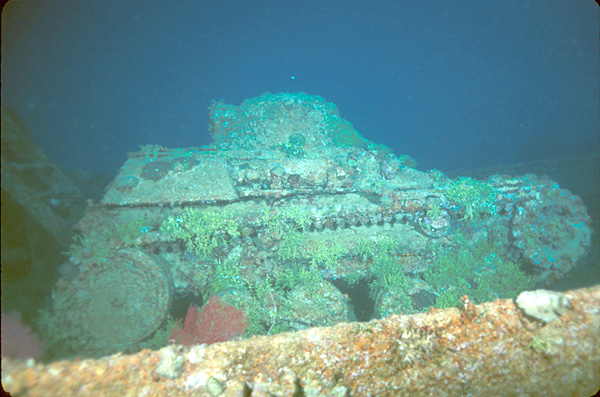
Tank sur le pont du  Nippo Maru
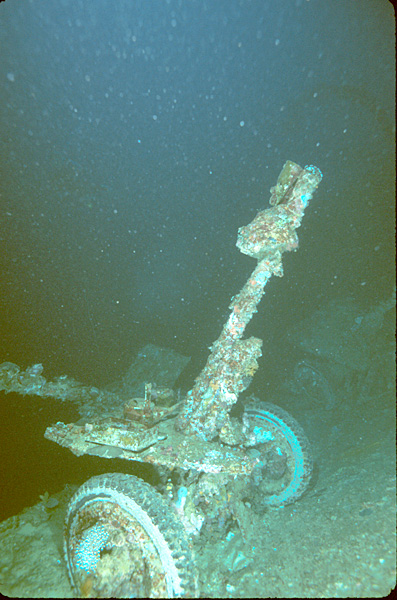
Pièce d’artillerie légère sur le pont du Nippo Maru
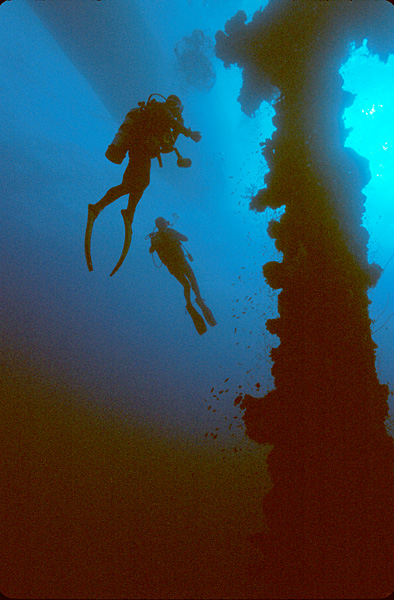
Plongeurs près du mât du Unkai Maru
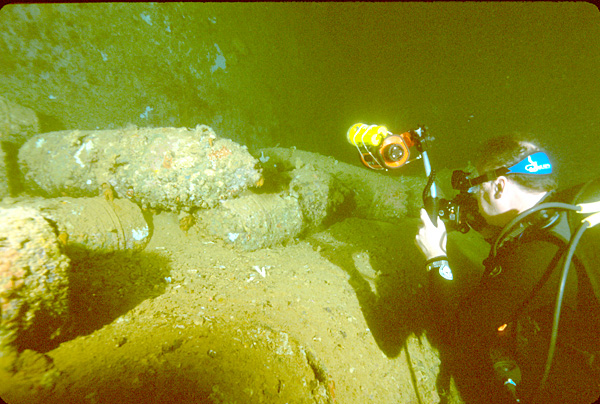
Plongeur photographiant des munitions de 14 pouces dans le Yamagiri Maru
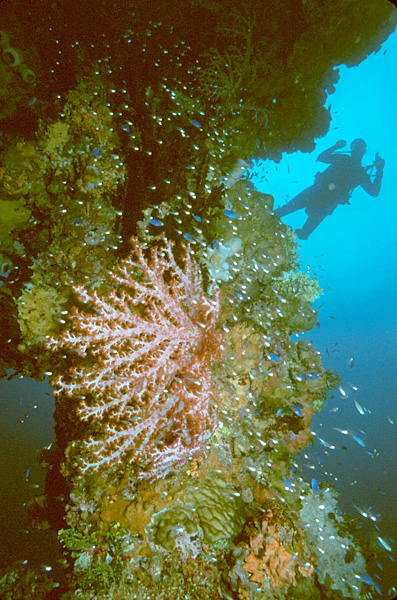
Plongeur et corail mou près du mât du Hoki Maru